# Antiliberalismo

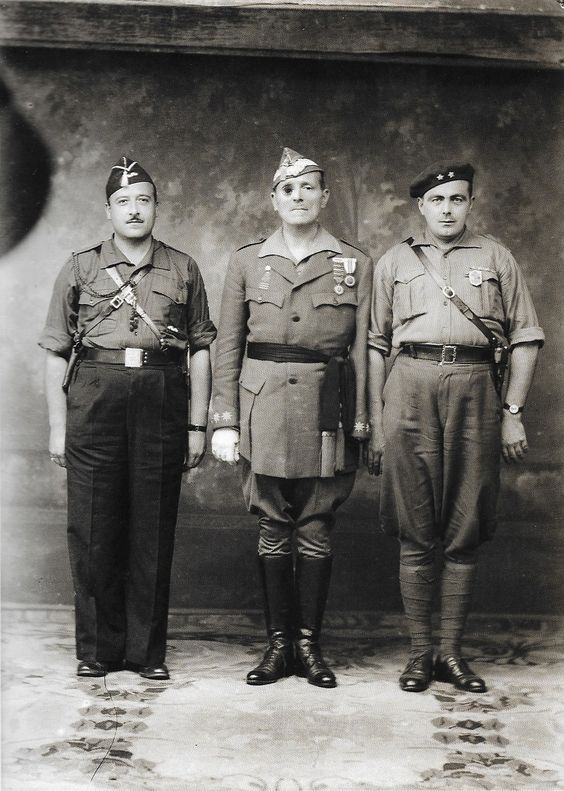
José Millán-Astray, fundador de la Legión Española, rodeado de un falangista y un carlista antes del Decreto de Unificación.

El antiliberalismo, movimiento antiliberal o Iliberalismo es una corriente de pensamiento que se basa en el rechazo hacia el liberalismo y sus derivantes

## Doctrinas políticas antiliberales

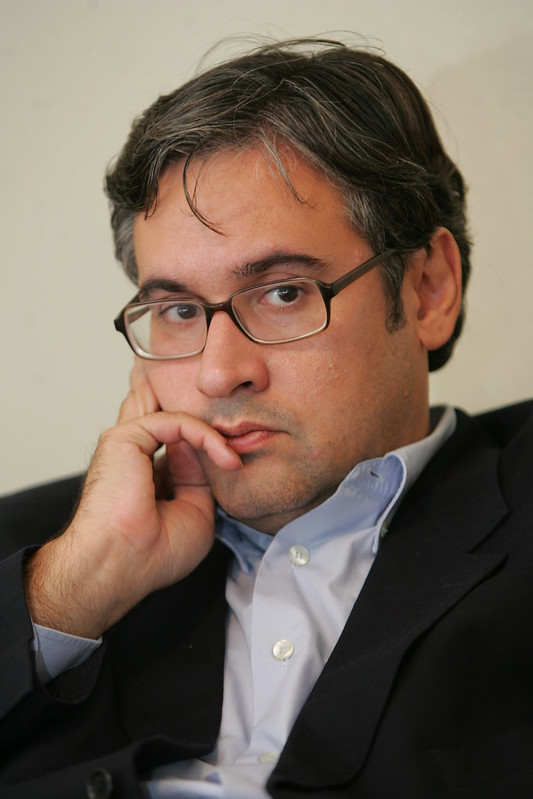
Juan Manuel de Prada, autor católico antiliberal.

Usualmente, las doctrinas antiliberales suelen ser totalitarias, diciendo entre otras cosas que el estado debe controlarlo todo en lo económico social y político.
Algunas doctrinas que son antiliberales son como el fascismo italiano, promoviendo una intervención total del estado en la economía, supresión de la libertad de prensa, prohibir partidos políticos que no sean el Partido Nacional Fascista italiano, entre otras medidas totalmente antiliberales, también, se incluye al Nazismo por promover la denominada "raza aria" una raza superior a las demás, demoliendo el principio de igualdad ante la ley, además de la persecución y posterior ejecución de los judíos, prohibiendo la libertad de culto.
El comunismo, marxismo, el estalinismo y sus derivantes, son caracterizados por ser antiliberales, su frase estrella de «Cada cual sus necesidades, a cada cual sus capacidades» aboliendo la propiedad privada y obligar a la colectivización de medios de producción, entre otras cosas. como es el caso de Mao Tse Dung.
El falangismo de José Antonio Primo de Rivera también fue muy crítico del liberalismo, diciendo que el Estado liberal «no cree ni en si mismo ni en su destino», abierto a cualquier experimento
El mercantilismo a pesar de no ser expresamente antiliberal, es considerado ya que adoptó un papel muy soberano y controlador, regulando la propiedad privada y los mercados para la organización económica.
El nacionalismo económico también a pesar de no ser tampoco abiertamente antiliberal, está a favor de utilizar aranceles y un estado con bastantes regulaciones y advierte de los riesgos del libre comercio sin regulaciones.

## Religiones antiliberales
Algunos católicos tradicionales piensan que el liberalismo es pecado al aprobar cosas como el matrimonio homosexual, la prostitución o el relativismo moral. Además, lo respaldan la tesis de El liberalismo es pecado escrito por el presbítero Félix Sardá y Salvany. Aunque los cristianos liberales del instituto Mises, hicieron un artículo explicando a los tradicionales el porque no era correcto lo que mencionan.